# Хоссак, Энтони
Э́нтони Ге́нри Хо́ссак (англ. Anthony Henry Hossack; 2 мая 1867 — 24 января 1926) — английский футболист и крикетист. Выступал за крикетные клубы «Кембридж Юниверсити» и графства Эссекс, а также за футбольные клубы «Кембрдж Юниверсити», «Кэжуалз», «Хейнолт», «Вудфорт», «Коринтиан» и за футбольную сборную Англии.

## Спортивная карьера
Уроженец Уолсолла (графство Уорикшир), Хоссак учился в частной школе Чигуэлл в Эссексе, выступая за местную футбольную команду с 1882 по 1885 год. В 1886 году поступил в Джизус-колледж Кембриджского университета, где также выступал за футбольную команду — «Кембридж Юниверсити».
С 1891 по 1894 год Хоссак выступал за любительский клуб «Коринтиан». Также играл за футбольные клубы «Кэжуалз», «Хейнолт» «Вудфорт» и за сборные футбольных ассоциаций Лондона (1891—1893) и Эссекса (1891—94).
5 марта 1892 года дебютировал за национальную сборную Англии в матче Домашнего чемпионата против сборной Уэльса на стадионе «Рейскорс Граунд» в Рексеме. В той игре англичане победили соперника со счётом 2:0.
12 марта 1894 года провёл свою вторую (и последнюю) игру за сборную Англии. Это был матч Домашнего чемпионата против сборной Уэльса на «Рейскорс Граунд», в нём англичане победили со счётом 5:1.
Также играл в крикет за «Кембридж Юниверсити» (1889) и крикетный клуб графства Эссекс (1891).
С мая 1897 года работал солиситором в Долише (графство Девон). Умер в Торки 24 января 1926 года.